# Grote witte piramide
De Grote Witte Piramide ligt in het Qin Ling Shan-gebergte, zo'n 100 km ten zuidwesten van de stad Xi'an in de provincie Shaanxi in China en vormt onderdeel van de naar schatting 100 piramiden van China, waarvan de meeste zich rond deze stad bevinden. De hoogte van de piramide is nooit officieel vastgesteld. Schattingen variëren van ongeveer 300 meter ("1000 voet") tot 60 meter ("200 voet"). Indien de piramide 300 meter hoog zou zijn, zou deze daarmee de hoogste piramide ter wereld zijn (ongeveer twee keer zo hoog als de piramide van Cheops). De piramide maakt deel uit van een groep van waarschijnlijk ongeveer 90 - 100 piramides.

Hoeveel piramides er in totaal zijn is onbekend, aangezien deze in een door de overheid afgesloten gebied liggen. China heeft dit gebied namelijk uitgekozen voor haar ruimteprogramma. Afbeeldingen van de piramides zijn dan ook schaars. In 1945 vloog een Amerikaanse piloot over het gebied en maakte een foto van de Piramide. Deze werd echter pas jaren later vrijgegeven door de Amerikaanse overheid. In 1994 maakte de Duitse schrijver en onderzoeker Hartwig Hausdorf een tocht naar het gebied en maakte voor het eerst nieuwe foto's van de Piramides. Hij mocht echter niet in de buurt van de piramides zelf komen. Wat hem onder andere opviel was dat veel van de piramides waren beplant met bomen of andere begroeiing, om ze uit het zicht te onttrekken of om verdere erosie tegen te gaan. Tot op heden is het gebied nog steeds afgesloten.
De Piramide is, in tegenstelling tot andere piramides in bijvoorbeeld Egypte, gemaakt van grond en niet van steen. Door de lange tijd heen is deze grond versteend. Sommige bronnen spreken dan ook wel van een grafheuvel, in plaats van een piramide.

## Ontstaan piramide
Tot op heden is er nog geen onderzoek gedaan naar het hoe en waarom van de piramides. Het blijft dan ook een grote speculatiebron voor mensen die geloven in buitenaards leven, waaronder Hartwig Hausdorf. In zijn boek schrijft het over een eerdere ontmoeting van twee Australische handelaren met een oude boeddhistische monnik in 1912 die hen vertelde dat er al over deze piramides werd gesproken in een manuscript van meer dan 5000 jaar oud, waarin wordt gesteld dat deze toen al "zeer oud" waren. Schattingen van Chinese wetenschappers houden het echter op ongeveer 4500 jaar. Haushofer schrijft verder dat vele piramides in staat van verval zijn door landbouw en erosie.
Voor het ontstaan wordt soms ook verwezen naar de eerste Chinese keizer Qin Shi Huangdi uit de Qin-dynastie, die ook onder andere de bouw startte van de Chinese Muur.